# Ludvik VI. Francoski
Ludvik VI., vzdevek Debeli (francosko Louis le Gros), francoski kralj, * 1. december 1081, † 1. avgust 1137, 
Ludvik je bil sin kralja Filipa I. (vladal 1060-1108) iz rodu Kapetingov. Dejansko je vladal že pred očetovo smrtjo. Premagal je številne plemiče in s tem utrdil kraljevsko oblast. S tem je poskrbel za kasnejši vzpon Kapetingov in nastanek enotne francoske države. Imel je dobre odnose s Cerkvijo. Vojskoval se je z angleškim kraljem Henrikom I.. Leta 1124 je zbral veliko vojsko iz vseh delov Francije, da bi se zavaroval pred vdorom Angležov ali Nemcev. Res so se odmaknili. Svojega sina in kasnejšega naslednika je poročil z Eleonoro Akvitansko, hčerjo akvitanskega vojvode Viljema V.